# Una rondine fa primavera
Una rondine fa primavera (Une hirondelle a fait le printemps) è un film del 2001 diretto da Christian Carion.
Un'informatica parigina decide di lasciare tutto e stabilirsi in una fattoria sulle Alpi. Il suo sogno si scontra con la dura realtà e con la personalità del vecchio proprietario scontroso, con il quale si instaurerà un rapporto speciale.

## Trama
Sandrine Dumez è una giovane donna in carriera che capisce di dover prendere in mano la propria vita e fare qualcosa che veramente la realizzi. Da una pubblicità su un autobus trova l'illuminazione che la porta a prendere la drastica decisione di lasciare Parigi e trasferirsi nel Rodano-Alpi a fare l'agricoltrice.
Dopo un corso specifico individua una bella fattoria sotto le montagne, in vendita da tempo in quanto il padrone, Adrien Rochas, è ormai anziano e deciso a ritirarsi. 
Si accorda per l'acquisto rispettando la volontà del proprietario che vuole abitarvi ancora 18 mesi. L'uomo, burbero e scontroso, non accetta l'offerta di continuare ad occuparsi dell'allevamento di capre e conigli, con il quale avrebbe potuto aiutare e instradare la giovane donna che ha preso il suo posto, mentre lei apportando subito grandi modifiche all'assetto della fattoria, non fa che aumentare la distanza.
In breve Sandrine, dopo aver ristrutturato in forma di agriturismo la fattoria, avvia attività di escursionismo che danno grande vitalità al posto, organizza un sito internet in cui pubblicizzare la struttura e vendere on line il formaggio prodotto. Iniziative che hanno subito un gran successo così che lei risulta entusiasta della scelta fatta.
Il problema sarà però dover affrontare da sola il lungo inverno. Ed in effetti la cosa si rivelerà molto dura. Ma Adrien, che aveva profetizzato queste difficoltà, ci mette del suo sabotando l'impianto elettrico della fattoria proprio nel momento più freddo dell'anno. Sandrine è costretta a chiedere aiuto e rifugio ad Adrien e quindi i due, finalmente, socializzano. In fondo Adrien, vittima del suo stesso carattere, si è convinto a forzare questo avvicinamento del quale in effetti non si pentirà. Sandrine viene a sapere anche del dramma dell'uomo, che a causa del morbo della mucca pazza vide cancellato in un attimo tutto il suo allevamento bovino. L'amata moglie Emilie non resse il duro colpo, morendo poco dopo, aggiungendo dolore al dolore di Adrien.
Per motivi di salute Adrien lascia poi completamente sola Sandrine alcuni giorni. Lei si dimostra quindi inadeguata ad affrontare da sola le avversità del duro inverno e, scoraggiata anche dagli ammonimenti dell'uomo, decide di tornarsene a Parigi, ufficialmente solo per una vacanza.
Adrien patisce il distacco e si pente di non essere stato più affabile mentre lei, in città, ritrova il suo ex che ancora la ama e la vorrebbe con sé anche al lavoro, dove lei si dimostra ancora molto abile. 
Una tragica notizia all'improvviso la fa però tornare di corsa sulle sue montagne. Sandrine giunge appena in tempo per assistere al funerale di Jean, il grande amico di Adrien che, nel vederla tornata, si rincuora. Lei gli si avvicina e lo accarezza. Quindi col ritorno della primavera è di nuovo a pascolare le sue capre sopra la sua fattoria.

## Produzione

### Riprese
Le riprese del film sono avvenute tra luglio ed agosto del 2000 e a gennaio 2001 nella zona delle Prealpi del Vercors nel dipartimento dell'Isère, nei comuni di Rencurel, Saint-Martin-en-Vercors, Lans-en-Vercors, Autrans, Saint-Romans, Grenoble, Meylan, Bouvante e la La Tronche.